# Khetri

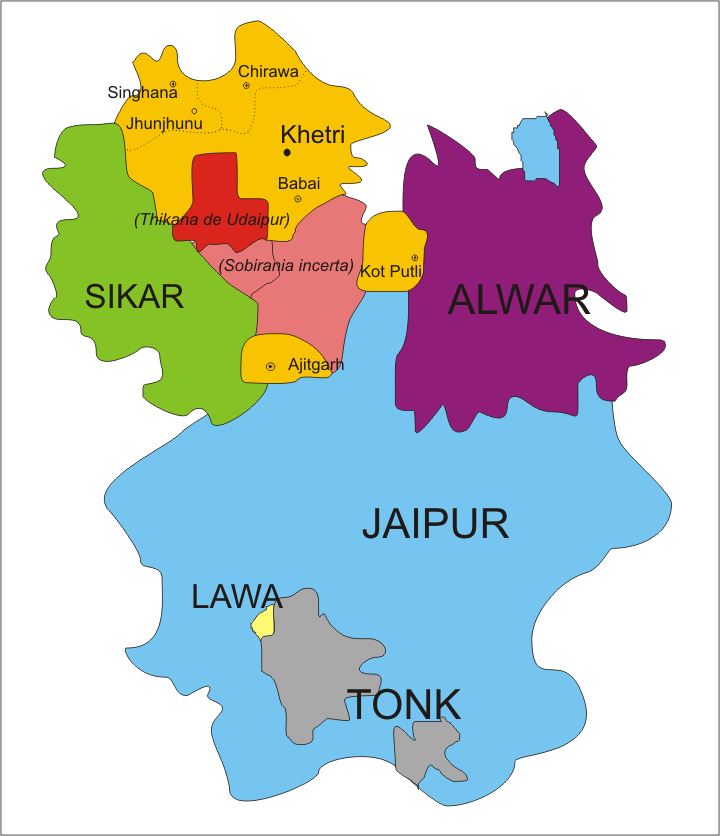
Mapa de Khetri

Khetri fou un estat tributari protegit, una thikana feudataria de Jaipur, formada per les parganes de Khetri, Babai, Singhana i Jhunjhunu, amb uns ingressos estimats de 35.000 lliures i un tribut a pagar a Jaipur de 8000. A més a més el sobirà tenia en feu també la pargana de Kot Putli, amb uns ingressos de 10.000 liures més, cedida a perpetuïtat pels britànics al raja Abhai Singh, pels serveis militars al costat de Lord Lake contra els marathes als primers anys del segle xix, especialment en la batalla entre el coronel Monson i les forces de Daulat Rao Sindhia a la riba del Chambal el 1803. La capital era Kethri amb 5.283 habitants on hi ha una fortalesa a un turó.
Segons T. M. Harchandani recollit a "Flags and arms of Indian Princely States" de John Mc Meekin, la bandera era rectangular d'un sol color, però el color no és conegut, ja que només es disposa en blanc i negre de l'escut que és on apareix. Els colors a la imatge de l'escut en aquesta pàgina són suposats.
L'estat fou fundat al segle XVIII i apareix relacionat amb les famílies Harina, Alsisar, Badangarh i Aruka. Khetri fou construïda per Bhopal Singh a la meitat del segle XVIII. Madhav Rao I Scindia (18 de gener de 1768 - 12 de febrer de 1794) li va concedir al thakur Bagh Singh el títol de raja, que fou confirmat pel maharajà de Jaipur al seu fill Abhai Singh. El 1806 va rebre la pargana de Kot Putli. L'estat estava en part al Shekawati i en part al nizamat de Torawati i el formaven tres ciutats principals: Khetri, Chirawa i Kot Putli i 225 pobles. La població el 1901 era de 131.913, el 92% hindus, i el 8% musulmans; el sobirà tenia part en altres 26 pobles i la meitat de la vila de Singhana. Kote Putli o Kot Putli el tenia lliure de renda i per la resta pagava al darbar de Jaipur un tribut de 73.780 rúpies.

## Llista de thakurs i rages
- Thakur KISHAN SINGH 1742-1745
- Thakur BHOPAL SINGH 1745-1771 (fill)
- Raja BAGH SINGH 1771-1800 (fill)
- Raja ABHAI SINGH 1800-1826 (fill)
- Raja BAKHTAWAR SINGH 1826-1829 (fill)
- Raja SHIVNATH SINGH 1829-1843 (fill)
- Raja FATEH SINGH 1843-1870 (fill)
- Raja AJIT SINGH Bahadur 1870-1901 (adoptat de la branca d'Alsisar)
- Raja Shri JAI SINGH Sahib 1901-1910 (fill)
- Raja Bahadur AMAR SINGH 1911-1927 (adoptat de la branca d'Alsisar)
- Raja SARDAR SINGH Bahadur 1927-1953 (parent, mort sense fills el 23 de febrer de 1987)